# Memorial da América Latina
O Memorial da América Latina é um centro cultural, político e de lazer, inaugurado em 18 de março de 1989 na cidade de São Paulo, Brasil. O conjunto arquitetônico, projetado por Oscar Niemeyer, é um monumento à integração cultural, política, econômica e social da América Latina, situado em um terreno de 84 482 metros quadrados no bairro da Barra Funda. Seu projeto cultural foi desenvolvido pelo antropólogo Darcy Ribeiro. É uma fundação de direito público estadual, com autonomia financeira e administrativa, vinculada à Secretaria de Estado da Cultura.
O complexo é constituído por vários edifícios dispostos ao longo de duas áreas unidas por uma passarela, que somam ao todo 25 210 metros quadrados de área construída: o Salão de Atos, a Biblioteca Latino-Americana, a Galeria Marta Traba, o Pavilhão da Criatividade, o Anexo dos Congressistas e o Auditório Simón Bolívar — que sofreu um incêndio em novembro de 2013. Na Praça Cívica, encontra-se a escultura em concreto, também de Niemeyer, representando uma mão aberta, em posição vertical, com o mapa da América Latina pintado em vermelho na palma, simbolizando uma mancha de sangue, em referência aos episódios turbulentos do passado e aos problemas sociais da região.
O Memorial possui um acervo permanente de obras de arte, exibidas ao longo da esplanada e nos espaços internos, e conta com um centro de documentação de arte popular latino-americana. A biblioteca possui cerca de 30 mil volumes, além de seção de música e imagens. O complexo promove exposições, palestras, debates, sessões de vídeo, espetáculos de teatro, música e dança. Mantém o Centro Brasileiro de Estudos da América Latina, organização de fomento a pesquisas acadêmicas sobre assuntos latino-americanos. Publica regularmente a revista Nossa América e livros variados. Serviu de sede ao Parlamento Latino-Americano entre 1989 e 2007 (atualmente localizado na cidade do Panamá).

## Histórico
A ideia de criar uma instituição na cidade de São Paulo devotada ao aperfeiçoamento das relações políticas, sociais, econômicas e culturais latino-americanas remonta ao governo de André Franco Montoro, em meados da década de 1980, em um contexto cultural marcado por avanços democráticos no continente e por uma maior convergência de interesses entre o Brasil e países da América Latina - nomeadamente a Argentina, com quem o país firma a Declaração de Foz do Iguaçu em 1985, acordo base para o surgimento futuro do Mercosul. Durante sua gestão no governo paulista, Franco Montoro criou o Instituto Latino-Americano (ILAM), com o propósito de ampliar, sobretudo, o intercâmbio cultural entre os países da região. O ILAM organizaria um acervo bibliográfico de aproximadamente 10 000 itens, além de fotografias, vídeos e outros materiais relacionados à cultura latino-americana, que serviria futuramente como acervo base da biblioteca do memorial.

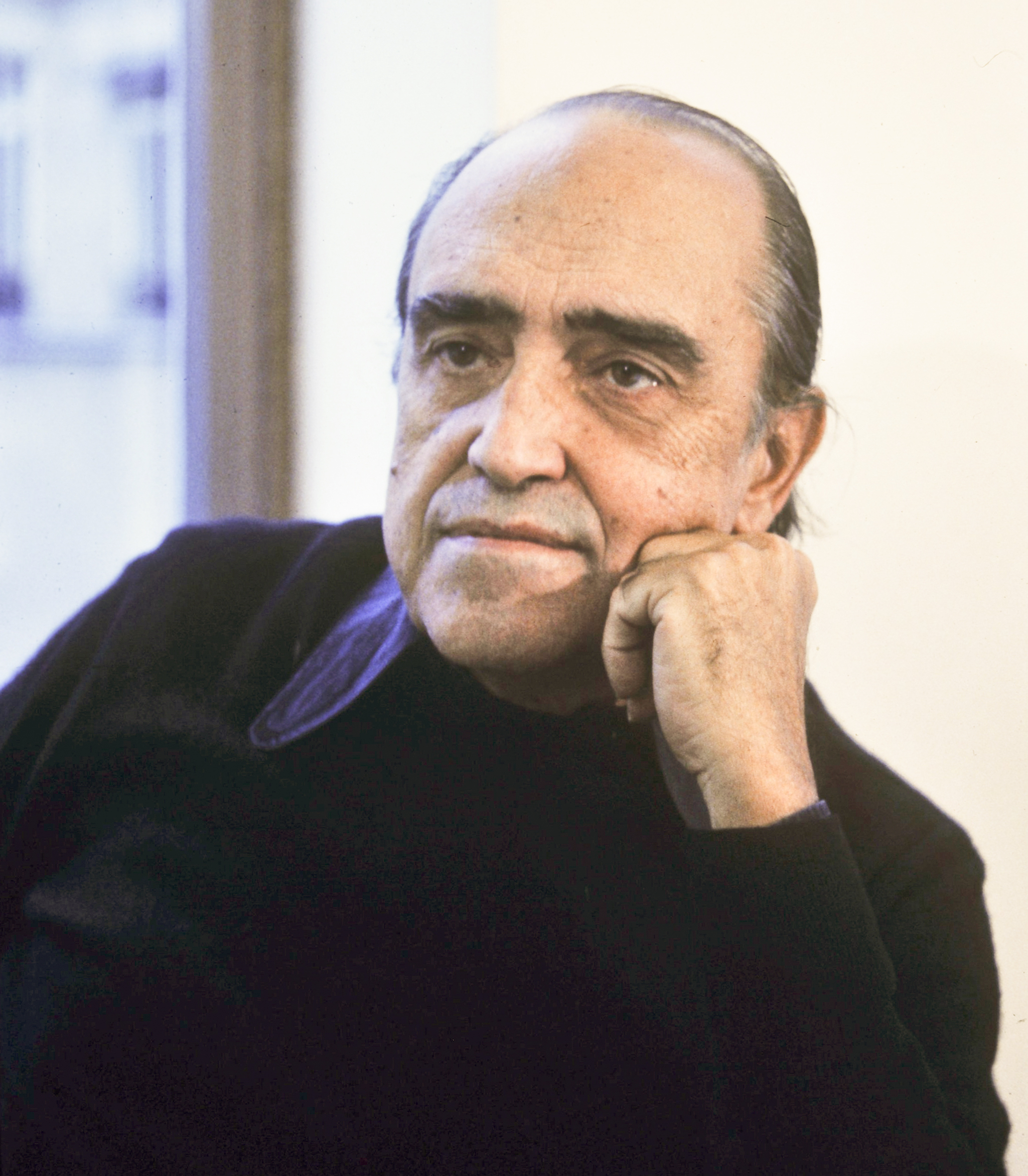
Oscar Niemeyer, em 1977

A construção efetiva do Memorial e a idealização de seu programa cultural, no entanto, só seria iniciada durante o governo de Orestes Quércia, que pretendia erguer em São Paulo “o mais importante centro cultural do continente latino-americano”. Para esse fim, Quércia incumbiu o arquiteto Oscar Niemeyer de projetar um complexo monumental, a ser construído em um terreno público de aproximadamente 90 000 metros quadrados no bairro da Barra Funda. Niemeyer concebeu um complexo composto de seis edifícios espalhados por duas praças unidas por uma passarela: a biblioteca, o Salão de Atos, o restaurante (atual Galeria Marta Traba), o Pavilhão da Criatividade, o auditório e o centro de estudos. Posteriormente, seria adicionado o edifício-sede do Parlamento Latino-Americano. O arquiteto previu o complexo como uma “ilha arquitetônica”, com formas alvas e arrojadas, que servisse também à reabilitação o tecido urbano no entorno. A temática lhe agradava, como declararia posteriormente:
| “ | Poucos temas me deram tanta alegria ao projetá-los como o Memorial da América Latina. Primeiro pelo sentido político que representava. Reunir os povos deste continente para juntos discutirem seus problemas, trocando experiências, lutando pelos direitos desta América Latina tão explorada e ofendida. Depois, porque se tratava de um conjunto de prédios que, bem projetados, poderiam criar o que em arquitetura chamamos de espetáculo arquitetural. | ” |

Por sugestão de Niemeyer, o antropólogo Darcy Ribeiro foi convidado a elaborar o projeto cultural para o memorial, colaborando também na definição dos elementos necessários ao complexo arquitetônico. Chefe da Casa Civil durante o Governo João Goulart, Darcy Ribeiro teve seus direitos políticos cassados após o golpe militar de 1964, vivendo, desde então, exilado em vários países da América Latina (trabalhou no Uruguai, na Venezuela, no México e foi assessor de Salvador Allende no Chile e de Velasco Alvarado no Peru), tendo dessa forma grande afinidade com a temática do projeto. Ribeiro também havia colaborado anteriormente com Niemeyer na concepção dos Centros Integrados de Educação Pública (CIEPs), outro motivo que levou o arquiteto a recomendá-lo para a função.
Darcy Ribeiro contou com o apoio do Instituto de Estudos Avançados da Universidade de São Paulo (USP) na concepção do projeto cultural. Ademais, convidou diversos intelectuais ligados à USP para elaborar o perfil da futura instituição, tais como Antonio Candido, Alfredo Bosi e Carlos Guilherme Mota. O projeto se baseava na premissa de propor o agrupamento das diferentes realidades latino-americanas em uma única problemática, apoiando-se nas consistentes similaridades entre os povos da região. Ribeiro também idealizou a criação do Centro Brasileiro de Estudos da América Latina (CBEAL), para servir como braço acadêmico do memorial - um órgão de concertação reunindo três universidades públicas paulistas (USP, Unesp e Unicamp), a Fundação de Amparo à Pesquisa do estado e a Secretaria de Desenvolvimento, devotado ao fomento e debate de ideias e pesquisas que pudessem transformar o memorial em um centro catalisador de iniciativas para o desenvolvimento latino-americano.
Para compor o acervo de arte popular latino-americana da instituição, Darcy Ribeiro criou, ainda em 1988, um grupo de trabalho formado pela fotógrafa Maureen Bisilliat, por seu marido Jacques Bisilliat, especialista em arte popular, e pelo arquiteto Antônio Marcos da Silva, responsável pela coleta dos itens em viagens efetuadas ao México, Guatemala, Equador, Peru e Paraguai. Maureen posteriormente assumiria o cargo de curadora do Pavilhão da Criatividade, onde as peças passaram a ser expostas.
Do ponto de vista arquitetônico, a construção do memorial representaria para Niemeyer a oportunidade de aplicar no Brasil os avanços tecnológicos utilizados na década anterior no projeto da Universidade de Constantine, em Alger. A volumetria dos principais edifícios seria resolvida por meio de grandes superfícies de concreto e vidro, com contrapontos verticais bem-marcados. Os edifícios seriam dotados de estruturas descritas por José Carlos Sussekind como "ousadas" - destacando-se, sobretudo, a biblioteca com os apoios situados fora do prédio, unidos por uma viga de 90 metros de extensão, permitindo um interior totalmente livre, e o auditório com três abóbadas, podendo ser considerado como uma espécie de releitura de seu trabalho na Igreja da Pampulha. A unidade do conjunto seria garantida pelo uso generalizado de superfícies curvas, pintadas de branco.

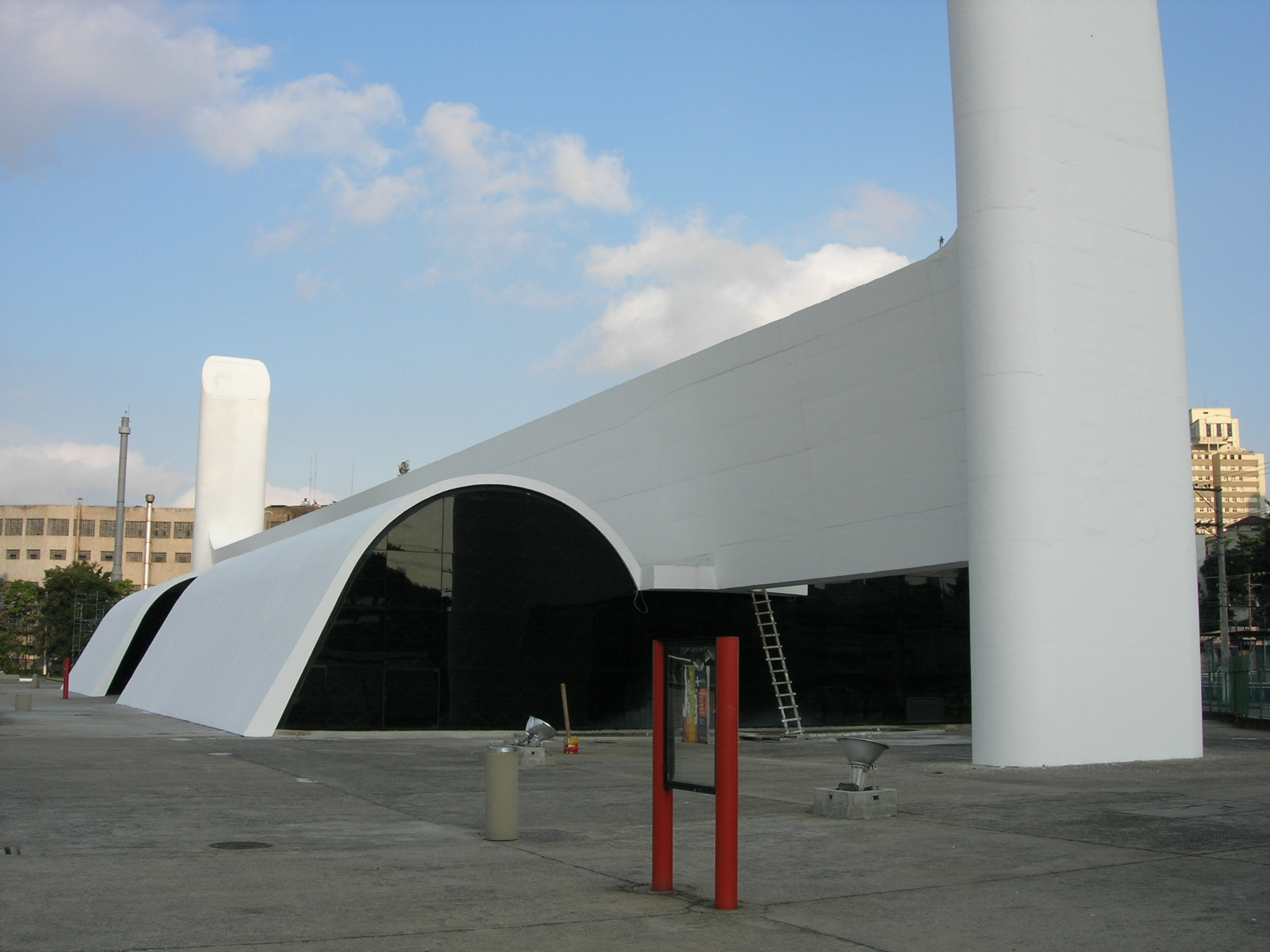
Biblioteca Latino-Americana Victor Civita

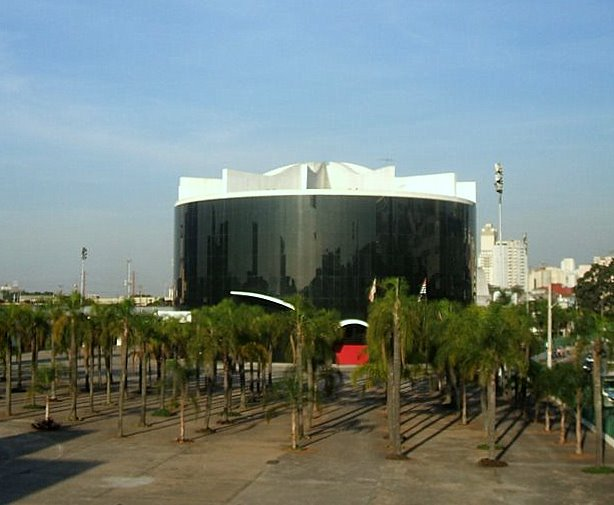
Antiga sede do Parlamento Latino-Americano

As obras do memorial foram iniciadas em outubro de 1987, envolvendo mais de mil trabalhadores e utilizando cerca de 2 200 toneladas de aço. A construção ocorreu em ritmo acelerado: ao término dos trabalhos, o jornal O Estado de S. Paulo registrava que "poucas vezes uma obra de tamanho grandiosidade surgiu do nada, com tanta velocidade". A inauguração ocorreu em 18 de março de 1989. Em 8 de julho deste mesmo ano, Orestes Quércia sancionou a Lei n.º 6 472, instituindo a Fundação Memorial da América Latina, conferindo ao equipamento recém-criado status de órgão administrativa e financeiramente autônomo. Na época de sua inauguração, registraram-se diversas críticas à execução do projeto. Construído sem licitação, o memorial custou ao erário dez vezes mais do que o valor inicialmente previsto. Registraram-se críticas também ao partido arquitetônico e utilidade do projeto.
Nos primeiros anos de funcionamento, o Memorial da América Latina ganharia visibilidade pelos eventos direcionados a públicos abrangentes, sobretudo espetáculos gratuitos de música que reuniam milhares de pessoas. Estão inclusos nessa relação, entre outros, nomes como Mercedes Sosa, Astor Piazzolla, Libertad Lamarque, Caetano Veloso e Tom Jobim. Outros eventos artísticos de relevo no período foram as apresentações do Balé Nacional de Cuba, da Orquestra Filarmônica de Israel (sob a regência de Zubin Mehta) e da Orquestra Jazz Sinfônica. No campo das artes visuais, o Memorial sediou importantes mostras, como as retrospectivas de Johann Moritz Rugendas, Fernando Botero e Oswaldo Guayasamín, além de uma exposição dedicada ao escritor e fotógrafo Juan Rulfo. O Memorial também buscou fomentar a produção cultural própria, criando a revista Nova América, destinada a difundir manifestações artísticas e culturais do continente e promover o intercâmbio das comunidades acadêmicas, intelectuais e artísticas. Lançada em 1989, a revista atualmente possui periodicidade trimestral e tiragem de 3 000 exemplares, distribuídos para bibliotecas públicas e universidades latino-americanas e espanholas e também comercializada em alguns pontos de São Paulo.
Na condição de sede do Parlamento Latino-Americano e por meio das atividades desenvolvidas em torno do projeto "Presidentes da América Latina", instituído em 2006, o Memorial recepcionou importantes autoridades do mundo político e intelectual, desde embaixadores e cônsules a chefes de estado. Estiveram presentes neste espaço, entre outros, Mikhail Gorbachev, Bill Clinton, Fidel Castro, Mário Soares, Eduardo Duhalde, César Gaviria, Hugo Chávez, Papa Bento XVI e os mandatários brasileiros Fernando Henrique Cardoso e Luiz Inácio Lula da Silva.
Mais recentemente, o memorial tem buscado oferecer atividades voltadas à formação de público e à difusão da produção cultural latino-americana contemporânea. Dentre essas iniciativas, destacam-se o Festival de Cinema Latino-Americano de São Paulo e o Festival Ibero-Americano de Teatro. Em abril de 2006, foi criada a Cátedra Memorial da América Latina, visando promover o desenvolvimento de temas relevantes, mediante estudo sistemático das realidades culturais, históricas e políticas dos países latino-americanos, agraciada com a chancela da Unesco em 2007. Em 2009, o Memorial lançou a Biblioteca Virtual da América Latina, com o objetivo de organizar e divulgar recursos de informação sobre a região e coordenar mecanismos de acesso e disseminação da produção cultural, artística e técnico-científica das instituições representativas na área. Destaca-se também o projeto Sementeira, destinado a estimular o estudo da literatura nas escolas de ensino fundamental.

### Incêndio do Auditório Simón Bolívar em 2013

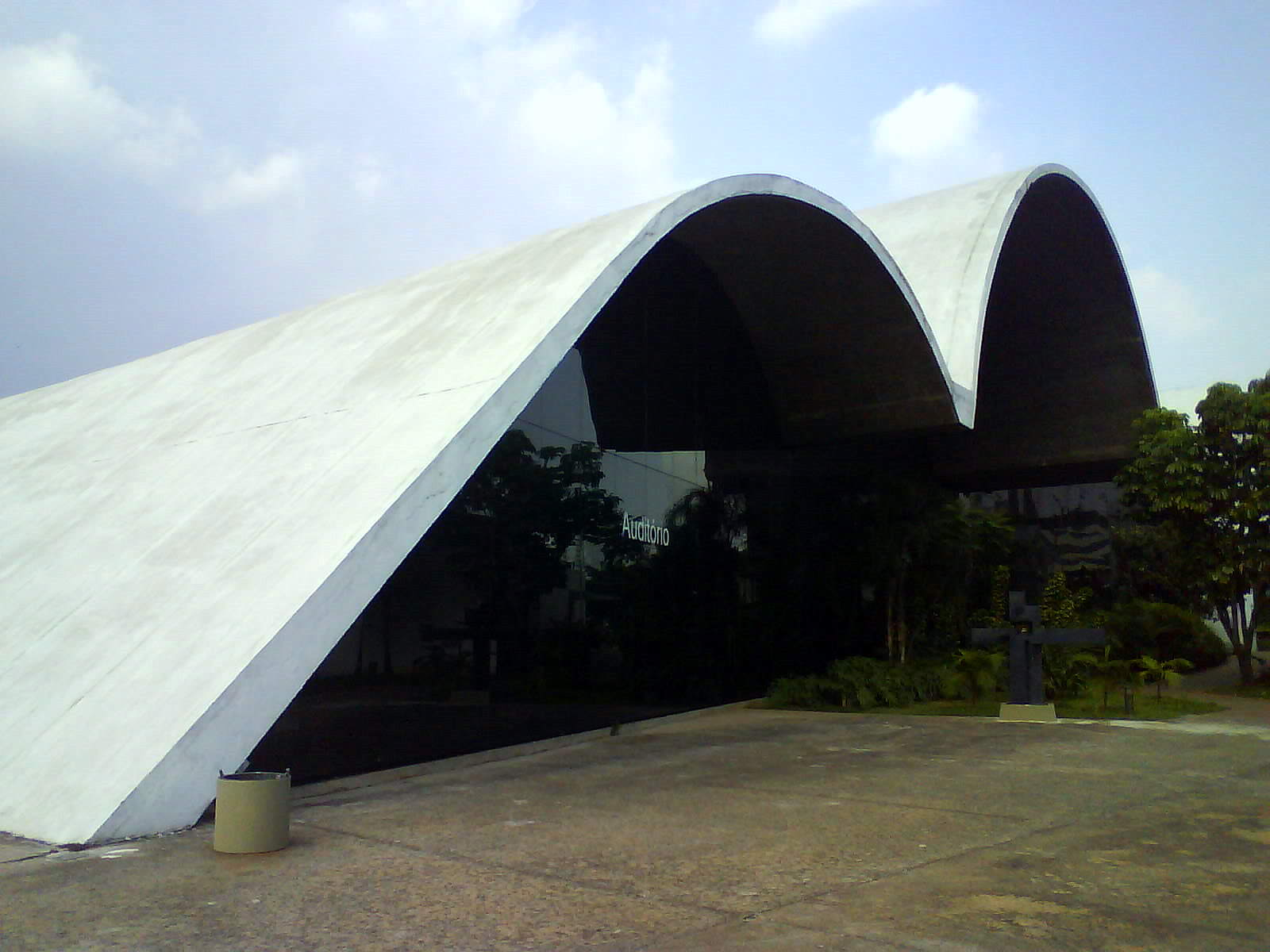
Auditório Simón Bolívar

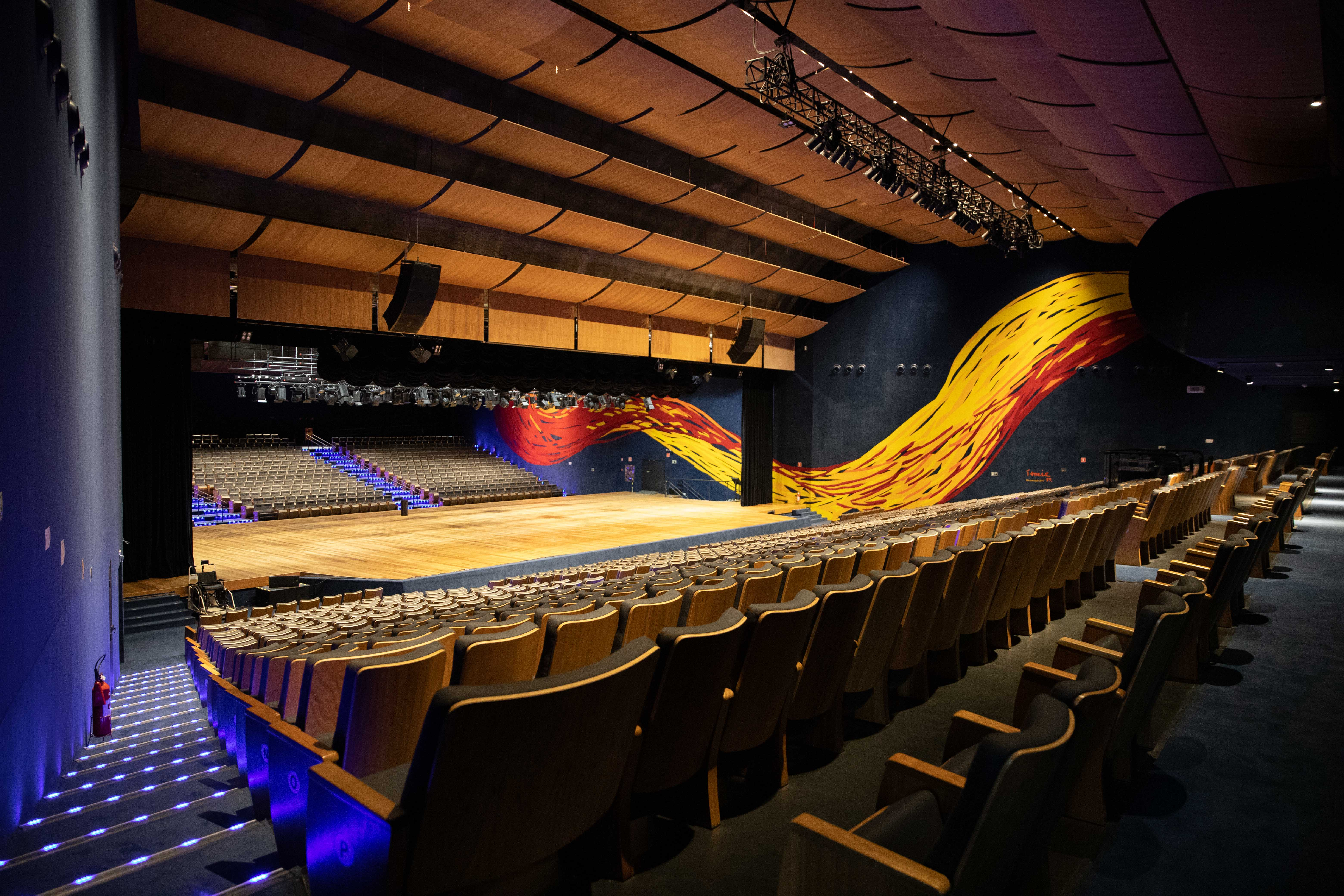
Interior do auditório após a reforma

Na tarde de 29 de novembro de 2013, por volta das 15 horas, um grande incêndio atingiu o Auditório Simón Bolívar. A operação de combate ao fogo e rescaldo durou cerca de 15 horas, terminando no dia 30, e envolveu mais de 100 bombeiros. 25 deles se feriram no combate ao fogo. Sete deles foram intoxicados pela fumaça, sendo que quatro deles foram internados, em estado grave, no Hospital das Clínicas (HC). Três permaneceram na UTI do HC. O incêndio destruiu pelo menos 90% do auditório, cuja capacidade era de 1 800 pessoas. Uma tapeçaria de 800 metros quadrados, que decorava o espaço (obra da artista plástica Tomie Ohtake), foi inteiramente destruída. Em depoimento, a artista plástica Tomie Ohtake disse que a tapeçaria foi um convite do arquiteto Oscar Niemeyer e que aquele seria um grande desafio. A dificuldade estaria em trocar a base retangular tradicional da peça. Tomie Ohtake disse ainda que procurou manter a união entre a plateia e o palco no projeto da tapeçaria. Outras perdas significativas não foram reveladas pela administração do Memorial.
Um inquérito policial sobre o caso foi aberto no 23º Distrito Policial, no bairro de Perdizes. O prazo da Polícia Científica para conclusão do laudo sobre as causas do incêndio era de 30 dias, podendo ser prorrogado por igual período. A principal hipótese é de que um curto-circuito tenha provocado as primeiras fagulhas. Houve relatos entre os bombeiros de que os brigadistas teriam usado um extintor de incêndio de água em uma lâmpada em chamas, no interior do auditório, o que não é recomendado. Além disso, os hidrantes do prédio não funcionavam.
A Fundação Memorial da América Latina deve contratar um estudo técnico para atestar as condições de segurança da edificação e indicar se o prédio precisará passar por reformas na estrutura. O auditório só poderá ser reaberto depois que esse estudo for apresentado à Defesa Civil.
No dia 3 de dezembro, o Ministério Público do Estado de São Paulo instaurou um inquérito civil para apurar as causas do incêndio. A promotora Camila Mansour Magalhães da Silveira, responsável pelo caso, vai apurar as condições de segurança do prédio, principalmente em relação às instalações elétricas. Segundo a Prefeitura de São Paulo, o auditório do Memorial funcionava sem o devido alvará de licença. A promotora solicitou informações sobre o assunto à Polícia Civil, ao Instituto de Criminalística, ao Corpo de Bombeiros, à Defesa Civil Municipal, à AES Eletropaulo e à própria Prefeitura.
No começo de 2014, o Memorial abriu uma nova licitação para reparar os danos causados pelo incêndio. A licitação da modalidade Pregão eletrônico vencida pela empresa Teccon AQ, cujo valor do projeto era de aproximadamente 750 mil reais, tinha a previsão de entregar o restauro do concreto até março de 2015. No entanto, a empresa cancelou o projeto já que, após feita uma análise técnica, o espaço necessário não estava previsto no edital. A diferença entre os projetos apresentados está no tamanho do escopo, que incluem o revestimento de concreto nas paredes e abóbodas que ficam no salão.

## Conjunto arquitetônico
Erguido um terreno de 84.482 metros quadrados, o complexo arquitetônico projetado por Oscar Niemeyer para o Memorial da América Latina é uma importante referência na paisagem urbana de São Paulo. O conjunto original, composto por seis edifícios principais, soma 25 210 metros quadrados de área construída e é dividido em duas partes: de um lado, encontram-se a Biblioteca Latino-Americana, a Galeria Marta Traba (antigo restaurante) e o Salão de Atos, dispostos ao longo da Praça Cívica, inteiramente pavimentada, sem árvores ou jardins, destinada a manifestações populares. Também se localizam na Praça Cívica o Centro de Recepção de Turistas, apelidado de "Queijinho", e a grande escultura em concreto, também idealizada por Niemeyer, representando uma mão aberta com sete metros de altura, tendo ao centro o mapa da América Latina em baixo-relevo, pintado de vermelho, simbolizando sangue a escorrer. Do outro lado, encontram-se o Pavilhão da Criatividade, o edifício da administração e o Auditório Simón Bolívar. Posteriormente, Niemeyer acrescentou o edifício do Parlamento Latino-Americano. As duas partes, divididas por uma avenida que corta o terreno no sentido longitudinal, são interligadas por meio de uma passarela.
A unidade do conjunto é garantida pela utilização generalizada dos mesmos recursos plástico-estruturais, ainda que sob linguagens diferentes. A tônica cromática é fundamentada no uso do concreto pintado de branco e nas caixilharias de vidro preto, bem como pelo piso de concreto sem pintura. O emprego de amplas superfícies curvas, com marcantes contrapostos verticais, e os grandes vãos proporcionados pelas vigas da biblioteca e do Salão de Atos também proporcionam consistência ao partido arquitetônico. A monumentalidade do memorial resulta mais dos amplos recuos - que permitem a compreensão das relações estabelecidas entre os componentes do conjunto - do que da arquitetura individual dos edifícios, econômica em desenho, ainda que arrojada do ponto de vista estrutural.
No Salão de Atos, na biblioteca e no auditório, Niemeyer optou por utilizar abóbadas apoiadas em grandes vigas - uma releitura do partido utilizado na Igreja da Pampulha, na década de 1940, e retomado com algumas modificações estruturais no edifício do auditório da Universidade de Constantine, em Argel (1968). O Salão de Atos é o foco da Praça Cívica, assumindo papel de destaque no conjunto, ainda que o edifício possua a mesma matriz formal da biblioteca e do auditório. É constituído por uma única abóbada apoiada sobre a viga, de forma perpendicular ao solo. Nos extremos da viga, duas grandes colunas marcam a entrada, onde se situa também o parlatório, posicionado sobre o espelho d'água.
O edifício da biblioteca é formado por duas abóbadas apoiadas em uma longa viga central com 90 metros de extensão, dialogando com o Salão de Atos. A abóbada de menor raio marca a entrada do edifício, com revestimento em vidro preto, ao invés do concreto. Os apoios situados fora do edifício, constituídos pelas duas altas colunas que se unem à viga, permitem um interior livre e garantem um aspecto "leve" à construção.
O auditório é o maior e mais complexo edifício do conjunto. É dotado de duas plateias com 1 600 poltronas, dedicadas a apresentações artísticas e a realização de congressos e convenções. Seus espaços principais (foyer, plateias e palco) são criados por meio do arranjo de três abóbodas sucessivas, duas das quais apoiadas em uma grande viga de concreto. Sob a sequência de abóbodas encontra-se abrigado o caixilho de vidro. Nas laterais do edifício, dois volumes paralelepípedos neutros, semienterrados e visualmente isolados, servem como anexos, sediando áreas de apoio para artistas e congressistas.
O restaurante, posteriormente convertido em galeria de arte, consiste em um edifício em formato de cilindro raso, elevado a meio nível do solo, com cobertura sustentada por um único apoio central. Dessa forma, o interior se encontra livre de quaisquer interferências físicas e visuais, permitindo ao visitante enxergar simultaneamente todas as obras expostas.
O Pavilhão da Criatividade, em forma de barra encurvada, possui uma arquitetura mais convencional, servindo como anteparo das linhas férreas que servem ao Terminal Barra Funda. É dotado de um grande beiral, percorrendo o espaço entre o auditório e o Parlatino, assumindo o papel de abrigo sombreado para o público. A sucessão de pórticos resultantes desse beiral confere ritmo à perspectiva e diferentes possibilidades de enquadramentos visuais do conjunto arquitetônico.
O edifício da administração, situado fora do trajeto demarcado pela passarela, difere do conjunto, tanto por não possuir o caráter de acesso irrestrito dos outros espaços quanto pelo contraste resultante de sua concepção racional, em comparação às formas sinuosas dos demais edifícios. É composto por um grande paralelepípedo suspenso, apoiado em quatro pilares ocultos no hall de acesso no térreo, gerando a falsa impressão de estar sustentado unicamente pela viga da cobertura.
O edifício do Parlatino (Parlamento Latino-Americano), tal como o restaurante, constitui um contraponto às abóbodas do Memorial. É composto por um volume cilíndrico de grande porte, assumindo um lugar de destaque sob a perspectiva dos transeuntes que chegam à esplanada vindos da passarela.

## Equipamentos e espaços

### Esculturas
Quem chega pela entrada do metrô, no portão 1, encontra logo a Mão, escultura de Oscar Niemeyer, em cuja palma vemos o mapa da América Latina como que em sangue. É um emblema deste continente colonizado brutalmente e até hoje em luta por sua identidade e autonomia cultural, política e socioeconômica. A escultura é em concreto aparente, com baixo-relevo com pintura em esmalte sintético, possui sete metros de altura e se localiza na Praça Cívica.

### Praça Cívica
A Praça Cívica, também conhecida como Praça do Sol, é uma grande área aberta e inteiramente pavimentada, unindo os edifícios da Biblioteca Latino-Americana, do Salão de Atos e da Galeria Marta Traba, destinada a sediar manifestações culturais diversas, como festas típicas dos países latino-americanos e de regiões do Brasil, concertos, shows populares, oficinas, etc. Possui 12 000 m2 de área e capacidade para até 15 mil pessoas. Também se localizam na praça o Centro de Recepção de Turistas e algumas de obras de arte, nomeadamente a escultura Mão, de Niemeyer, em concreto armado e com sete metros de altura, símbolo do complexo e marco urbano da cidade. A praça é interligada ao espaço aberto localizado do outro lado da Avenida Auro Soares de Moura Andrade por meio de uma passarela. Este segundo espaço recebeu o nome de Praça da Sombra, em função das 160 palmeiras jerivá que lá foram plantadas. Há uma área verde com aproximadamente 16 000 m2 distribuídos atrás das instalações, na lateral dos estacionamentos e na área contígua aos muros.

### Galeria Marta Traba de Arte Latino-Americana
A Galeria Marta Traba é um espaço expositivo voltado à difusão da arte latino-americana e ao intercâmbio cultural entre os artistas do continente. É o único espaço museológico inteiramente dedicado à arte latino-americana existente no Brasil. Está sediada em um edifício circular de aproximadamente 1 000 m2, originalmente projetado para abrigar um restaurante. O prédio é sustentado por uma única coluna central e circundado por painéis, permitindo aos visitantes uma visão ininterrupta da área expositiva. A galeria possui duas salas expositivas, dotadas de equipamentos de climatização e de controle de umidade e iluminação, além de reserva técnica. Promove exposições de curta e média duração de artistas emergentes e consagrados.

## Eventos, exposições e festivais
O Memorial da América Latina abriga os mais variados eventos, exposições e festivais que, na maioria das vezes são eventos gratuitos que envolvem cultura, gastronomia e entretenimento. Alguns deles que podem ser citados são: Exposição "A Turma do Chaves" (2016); Festival do Sorvete (2016); 1º Festival do Churros (2016); Exposição "Castelo Rá-Tim-Bum" (2017); Show da banda "Ultraje a Rigor" (2015); e Feira Gastronômica Latino-Americana (2015).
Um dos principais tipos de evento que o local sedia são os gastronômicos. Festival de Churros, do Sorvete, de Peixes e Camarão, de comida japonesa e até mesmo de disquinhos de chocolate, chamam a atenção do público, que anseia por eles.